# Johann Rattenhuber

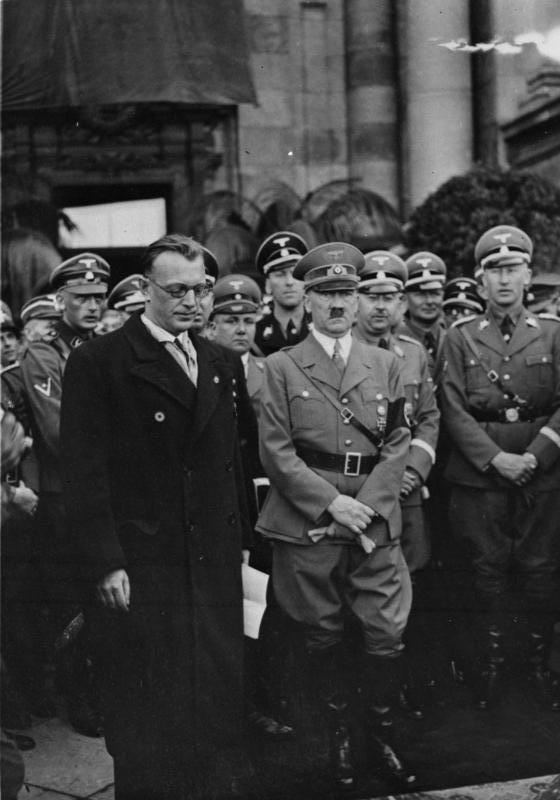
Johann Rattenhuber entre Hitler y Arthur Seyß-Inquart (el más bajo)

Johann Rattenhuber (Münich, Alemania; 30 de abril de 1897 - ibíd., 30 de junio de 1957) fue un militar de las SS con el rango de Gruppenführer-SS, Jefe de la Guardia para Servicio Especial SS, (Reichssicherheitsdienst) RSD o Führerschutzkommando, encargado de la seguridad personal del líder alemán Adolf Hitler y otras eminencias del nazismo. Rattenhuber fue uno de los hombres de confianza de Hitler y ejerció como guardaespaldas entre marzo de 1933 hasta abril de  1945.   

## Biografía
Johann Rattenhuber nació en Münich en 1897, se unió a la policía muniquense en su juventud hasta 1914 y se enroló en el ejército imperial como soldado de infantería en el Regimiento Bávaro Nº13 durante la Primera Guerra Mundial.   Finalizado el conflicto perteneció a las filas de Freikorps hasta 1920.
En ese año, Rattenhuber vio un futuro en la policía y se unió a la Landespolizei de Bayreuth (policía regular bávara).
Cuando en marzo de 1933, Himmler fue nombrado Jefe de Policía de Münich y Baviera, Rattenhuber se encontraba entre las filas de la policía criminal.  Pronto se ganó la confianza del líder nazi por su fidelidad y brutalidad para acometer las órdenes.  Ese mismo mes, el día 15 de marzo,  Himmler nombró a Rattenhuber como encargado de la seguridad del Führer (Reichssicherheitsdienst)(RSD) nombrándole jefe del Führerschutzkommando SD y ascendiéndole a Standartenführer.  Rattenhuber se une al NSDAP con el número nº 3.212.449, el 1 de mayo de 1933.
El Führerschutzkommando SD creado por Himmler y formado por policías bávaros fue la antecesora de los Begleitkommando SS des Führers asimiladas en 1934 a esta última organización.
La unidad Führerschutzkommando de Rattenhuber estaba compuesta inicialmente por nueve miembros encargados de la seguridad personal de la cúpula del nazismo.  Inicialmente, el campo de acción del Führerschutzkommando era en Baviera cuando los líderes nazis estuvieren en aquella zona, fuera de ella se hacían cargo los Begleitkommando SS des Führers.
Más tarde, ya como Begleitkommando SS des Führersen 1936,  las funciones de Rattenhuber, aunque estaban superditadas directamente a Himmler,  se extendieron donde sea que estuviese Hitler y pasó finalmente a formar parte de su organigrama personal de seguridad, asegurando ya sea la cancillería o los cuarteles de campaña, de cualquier inconveniente para el líder alemán.
Cuando el Führer agendó visitar Vínnitsa en  Ucrania en enero de 1942 para la inauguración de un cuartel llamado Werwolf, Rattenhuber ordenó limpiar la zona de judíos antes de que Hitler pisara ese lugar, de este modo se liquidaron unos 227 judíos en Strizhavka.
Rattenhuber  con la ayuda sus adjuntos, Friedrich Schmidt y Peter Högl obtuvieron la cooperación  de líderes locales y de miembros de la SS en estas siniestras tareas.  Finalmente, antes del 10 de enero de 1942, también se ordenó la ejecución de los trabajadores-esclavos que intervinieron en la construcción del cuartel.  Dondequiera que Hitler estuviera, Rattenhuber ejecutaba estas mismas "medidas de seguridad".
Durante el Atentado del 20 de julio de 1944 contra Hitler, ni Rattenhuber ni ningún miembro de su seguridad estuvieron presente en la sala de conferencias.
En abril de 1945, Rattenhuber ingresó al Führerbunker  y cuando Himmler cometió traición intentando negociar una rendición a espaldas de Hitler, Rattenhuber fue uno de los nombrados por Hitler para formar parte de un tribunal militar sumario (corte marcial) para enjuiciar a Hermann Fegelein y a Himmler mismo por el cargo de alta traición.  Fegelein fue ejecutado el 29 de abril de 1945 en el más completo estado de ebriedad.  Esa misma noche, Hitler le eximió de sus servicios y se despidió de Rattenhuber.  Rattenhuber no estuvo presente en la inmolación del líder nazi.
Durante el asedio a la cancillería, en la transcisión entre el 30 de abril y el 1 de mayo de 1945, Rattenhuber intentó dirigir uno de los grupos de fuga desde el búnker, pero fue capturado por los soviéticos.
Rattenhuber fue hecho prisionero de los soviéticos y llevado a los cuarteles del  SMERSH y entregó una detallada descripción de los últimos días de Hitler, su personalidad y la de otros líderes nazis. Rattenhuber fue mantenido en un campo de prisioneros entre 1945 y 1951 sin que se le realizara ningún juicio ni condena.
Fue sentenciado por un tribunal moscovita finalmente en 1952 a 25 años de prisión pero fue liberado en 1955 y enviado a la Alemania Occidental (RFA).  Rattenhuber falleció a los 60 años de edad en Múnich.